# Bahník australský

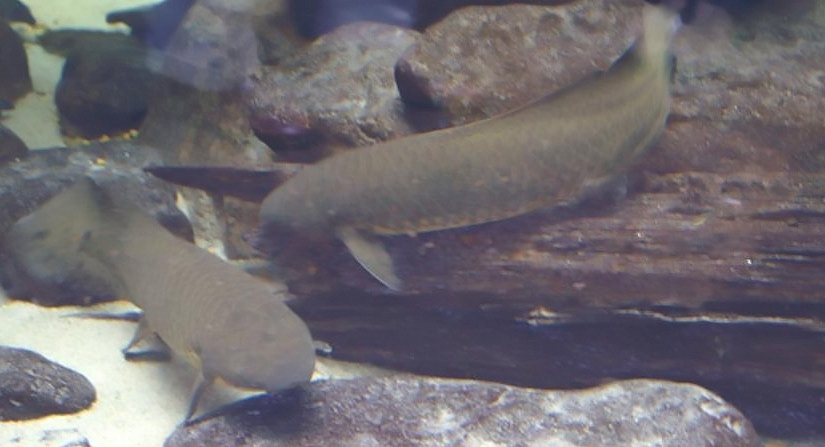

Bahník australský (Neoceratodus forsteri) je ryba z čeledi bahníkovitých pocházející z Austrálie.

## Popis
Je to velká a vznešená ryba, která se vyvinula zhruba před 400 miliony lety. Dorůst může až délky kolem 150 cm a váhy 43 kg, nicméně v průměru se její rozměry pohybují kolem 100 cm a 20 kg. Ryba je masožravá, samotářská a v dospělosti může být agresivní.[zdroj?]
Jde o teritoriální masožravou rybu, jejíž anglický název lungfish napovídá, že má kromě žaber i plíci, kterou používá, poklesne-li v jejím habitatu hladina kyslíku ve vodě. Zatímco bahník australský má jen jednu plíci, podobné druhy z Afriky a Jižní Ameriky mají dvě. V primitivní plicní orgán je přeměněný plynový měchýř. Bahník sice toleruje chlad, ale preferuje vodu o teplotách mezi 15 a 25 °C.
Domovem této chráněné ryby je říční systém toků Burnett a Mary v Austrálii. V období sucha jí k přežití stačí jen velmi malé množství vody a dokáže přežít i několik dní bez vody, zůstane-li vlhká. Na rozdíl od jiných podobných druhů nevyužívá navzdory svému českému názvu anabiózu k přečkání v bahně až do dalšího období dešťů. Potřebuje volný přístup k hladině, jinak se udusí.[zdroj?]
Bahník je chráněný a proto je ji možno chovat jen na zvláštní povolení. Vzhledem k velikosti je ji možno držet pouze ve výstavních obřích nádržích nebo maxi akvariích, které musí být dokonale filtrovány a osazeny velkými kameny a dřevem.[zdroj?]
V době rozmnožování nemigruje, ale mezi červnem a prosincem může vyhledávat vhodný biotop pro nakladení jiker na rostliny.

## Zajímavosti
- V Česku jsou od roku 2019 bahníci australští chováni v Zoo Brno.[5]
- Bahník australský žijící od roku 1933 v chicagském akváriu Shedd Aquarium byl považován za nejstarší rybu na světě. Ryba s přezdívkou „děda“ byla po selhání vnitřních orgánů usmrcena ve věku přibližně 90 let v roce 2017.[9]
- Tyto ryby jsou extrémně odolné vůči nedostatku potravy a vydrží bez jídla údajně až 4 roky.[10]
- Bahníci australští mají mezi živočichy největší genom, čítající 43 miliard párů bází.[11]